# Petar Miloševski
Petar Miloševski (en macédonien : Петар Милошевски), né le 6 décembre 1973 à Bitola, et mort dans un accident de voiture près de Koumanovo, le 13 mars 2014, est un footballeur international macédonien qui évoluait au poste de gardien de but.